# Terkaka
Zasugerowano, aby zintegrować ten artykuł z artykułem Terekeka. Nie opisano powodu propozycji integracji.
Terkaka – miasto w Sudanie Południowym, stolica stanu Terekeka. Liczy poniżej 1000 mieszkańców. Ośrodek przemysłowy.